# Nijolė Medvedeva
Nijolė Medvedeva (Unión Soviética, 21 de octubre de 1960) es una atleta soviética retirada especializada en la prueba de salto de longitud, en la que consiguió ser medallista de bronce mundial en pista cubierta en 1985.

## Carrera deportiva
En los Juegos Mundiales en Pista Cubierta de 1985 ganó la medalla de bronce en el salto de longitud, con un salto de 6.44 metros, tras la alemana Helga Radtke (oro con 6.88 metros) y la también soviética Tatyana Rodionova (plata con 6.72 metros).